# 염수재
염수재(念修齋)는 경상북도 고령군 운수면 대평리에 있는, 임진왜란 때 명나라 장군으로 출병하였다가 조선으로 귀화한 시문용(施文用,1572~1643)을 기리기 위해 1839년 건립한 절강 시씨 재사이다. 2019년 10월 7일 고령군의 향토문화유산 제14호로 지정되었다.

## 지정 사유
염수재는 임진왜란 때 명나라 장군으로 출병하였다가 조선으로 귀화한 시문용(施文用,1572~1643)을 기리기 위해 1839년 건립한 절강 시씨 재사이다. 정면 5칸, 측면 1.5칸 크기의 재실과 사당이 별도의 공간을 이루며 배치한 보기 드문 형태이다. 재실의 가구는 3량가로 완만하게 굽은 대들보 위에 원형 판대공을 올리고, 기둥 위에는 연화를 새긴 앙서를 올린 초제공 형식이다. 조선 후기 양식을 잘 간직한 건물로 만곡재 대들보와 대청 중앙 칸 배면의 창호 등은 상당한 공력을 엿보게 한다. 건립 당시의 원형이 잘 유지되고 있으며, 보존상태가 양호하여 향토문화유산으로 지정한다.